# Artesia (Metro de Los Ángeles)
Artesia es una estación en la línea A del Metro de Los Ángeles y es administrada por la Autoridad de Transporte Metropolitano del Condado de Los Ángeles. Se encuentra localizada en Compton (California), entre Artesia Boulevard y Alameda Street. Esta estación es la más cercana de la línea A a la Universidad Estatal de California, Dominguez Hills.

## Conexiones de autobuses
- Metro Local: 60, 130, 205, 260
- Metro Rapid: 760, 762
- Compton Renaissance Transit: 5
- Long Beach Transit: 51, 61, 66
- Torrance Transit: 6